# Desmoscolex italicus
Desmoscolex italicus är en rundmaskart som beskrevs av Timm 1970. Desmoscolex italicus ingår i släktet Desmoscolex och familjen Desmoscolecidae. Inga underarter finns listade i Catalogue of Life.